# Сашко (фільм, 1981)
Про однойменну кіноповість див. Сашко (фільм, 1958)
«Сашко» (рос. «Сашка») — радянський художній фільм, знятий на кіностудії «Мосфільм» у 1981 році режисером Олександром Суриним за однойменною повістю В'ячеслава Кондратьєва. Прем'єра фільму відбулася в серпні 1981 року. Кінофільм, як і літературний твір, присвячений учасникам Ржевскої битви.

## Сюжет
Картина показує, як можна зберегти людську подобу в нестерпних умовах однієї з найстрашніших битв Другої світової війни. Головному герою, рядовому Сашкові, відкритому сільському хлопцю — це повністю вдається. Захопивши в полон під час нещадного зустрічного бою німецького солдата, він в змозі розгледіти в ньому його сутність, колишнього берлінського студента, звичайного солдата — такого ж, як він сам, а зовсім не фанатичного гітлерівця. І тому, отримавши наказ комбата, збожеволівшого від горя людини, у якого кілька днів тому вбило фронтову подругу, розстріляти військовополоненого, Сашко відчайдушно кидається його захищати. І, в результаті, рятує німця.
Через якийсь час Сашка ранять в руку. У медсанбаті він зустрічається зі своєю коханою, медсестрою Зіною, за якою намагається доглядати видатний лейтенант. Зіна піклується про пораненого Сашка, але ввечері несподівано йде на танці з лейтенантом. Ображений Сашка йде в віддалений продпункт за продуктами (з якими в медсанбаті дуже туго), а потім ще далі, в тиловий госпіталь. В дорозі він прощає Зіну, адже та пішла з лейтенантом тільки тому, що того наступного дня відправляли на передову лінію фронту — щоб скрасити лейтенанту останній вечір спокійного життя.
В ході цієї подорожі Сашка супроводжують ще двоє поранених — надмірно життєрадісний Жора і, навпаки, постійно пригнічений лейтенант Володька. Перший радий, тому, що йому вдалося вижити там, де вижити було немислимо, другий не може собі пробачити, що, слідуючи наказу, поклав весь свій взвод в безглуздій лобовій атаці, а сам лише тільки поранений.
Так і не дійшовши до госпіталю, Жора гине, підірвавшись на міні. Решта, нарешті діставшись, стикаються з огидним харчуванням. Обурені численні поранені піднімають шум, вони проливали за Батьківщину кров, а їх навіть нагодувати нормально не можуть. Прийшовши заспокоїти незадоволених майор каже загальні фрази про важкий воєнний час, несподівано великому напливі поранених і розмитих дорогах, по яких не можна підвести продовольство в термін, про те, що потрібно потерпіти і що все налагодиться. Після цього майор йде, але йому вслід летить порожня миска, яку кинув розлючений Володька. Назріває скандал, лейтенанта швидше за все чекає трибунал. Тоді провину за те, що трапилося на себе бере Сашко: він рядовий, і втрачати йому нічого.
Правда, тим не менш, спливає: розслідувавши подію старший лейтенант НКВД правильно розібрався в ситуації і, щоб зам'яти справу, відправляє Сашка додому у відпустку. На вокзалі сплячого Сашка будять юні дівчата-медсестрички, які вперше їдуть на фронт. Вони задаровують пораненого домашніми припасами і засипають питаннями, їм не терпиться дізнатися, «як там на фронті». Сашко встигає тільки сказати, що там «дуже страшно», як оголошують відправлення його поїзда. Він стрибає в вагон, а медсестри біжать по перону і махають йому вслід. Головний герой теж махає їм на прощання… і заливається сльозами: він знає, що належить побачити цим дівчаткам.

## У ролях
| Актор             | Роль                   |
| ----------------- | ---------------------- |
| Андрій Ташков     | Сашко                  |
| Марина Яковлєва   | Зіна                   |
| Володимир Симонов | лейтенант Володька     |
| Юрій Веяліс       | Жора                   |
| Юрій Гребенщиков  | комбат                 |
| Леонід Ярмольник  | полонений німець Курт  |
| В'ячеслав Молоков | ординарець Толік       |
| Борис Гусаков     | майор в госпіталі      |
| Михайло Крилов    | командир роти          |
| Любов Соколова    | медсестра              |
| Сергій Волкош     | старший лейтенант НКВД |

## Знімальна група
- Режисер — Олександр Сурин
- Сценарист — В'ячеслав Кондратьєв
- Оператор — Юрій Невський
- Композитор — Віталій Гевіксман
- Художник — Георгій Кошелєв